# IM-1

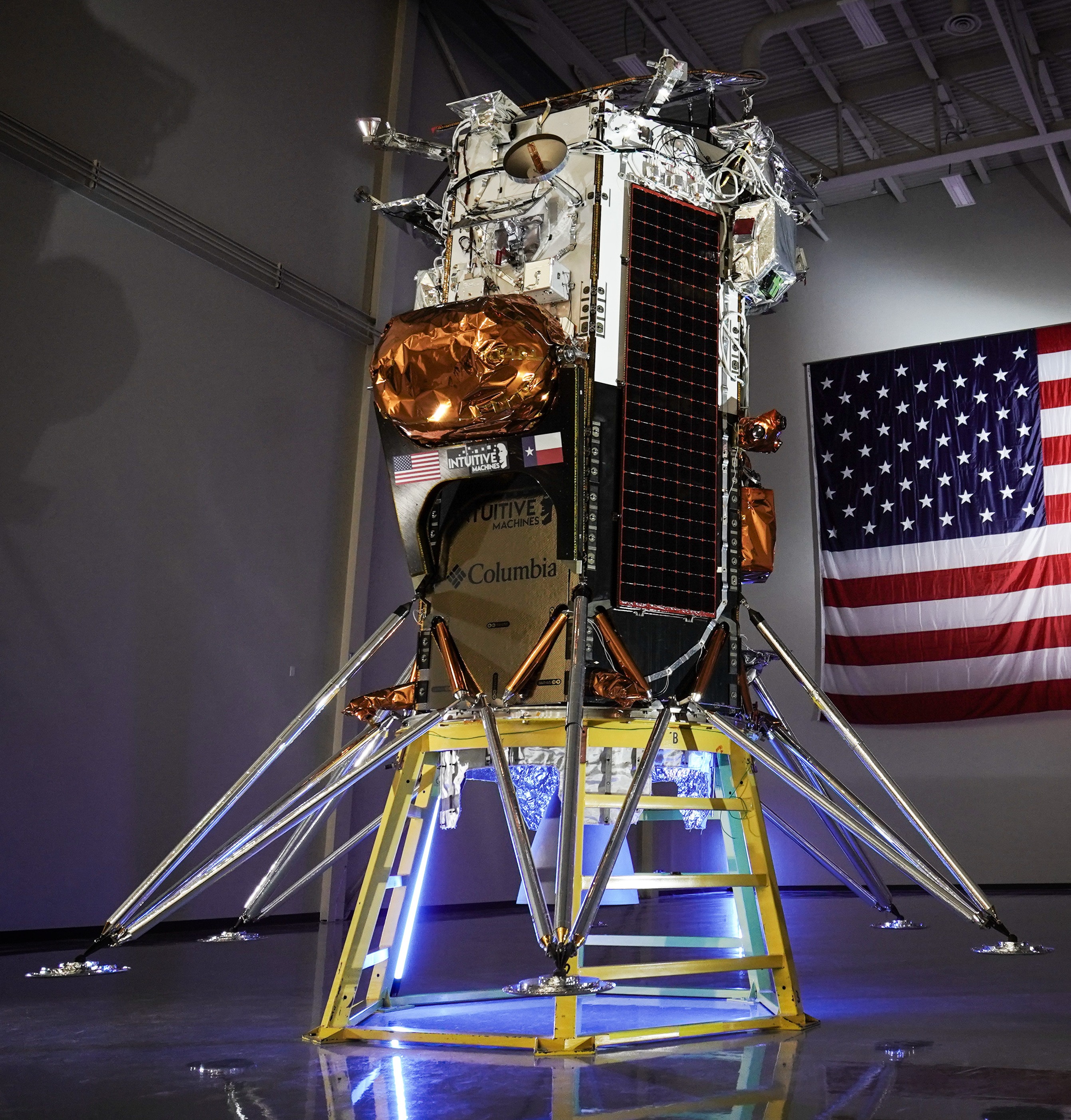
Nova-C Classe IM-1 Odysseus em preparação para lançamento

A missão IM-1, também chamada de TO2-IM, é a primeira missão bem-sucedida do programa Commercial Lunar Payload Services da NASA e o primeiro pouso lunar comercial. A empresa aeroespacial americana Intuitive Machines projetou a classe Nova-C de módulos lunares e desenvolveu o módulo lunar IM-1 Odysseus implantado na Lua.
O Odysseus carrega seis cargas desenvolvidas pela NASA, além de outras de clientes comerciais e educacionais.

## Antecedentes e seleção
Em 11 de dezembro de 2017, a assinatura da Diretiva de Política Espacial 1 sinalizou a intenção dos astronautas retornarem à Lua. Trechos de documentos da NASA obtidos pelo The New York Times sugeriram que a agência priorizaria o setor de voos espaciais privados; Em novembro de 2018, a NASA anunciou o programa Commercial Lunar Payload Services, selecionando nove empresas para implantar cargas úteis para a agência. Em maio de 2019, a NASA anunciou que a Astrobotic Technology, Intuitive Machines e Orbit Beyond desenvolveriam módulos lunares, premiando as Intuitive Machines com 77 milhões de dólares. A Intuitive Machines recebeu 118 milhões de dólares para desenvolver o módulo lunar Odysseus usado na missão IM-1.

## Missão
Um veículo de lançamento Falcon 9 Block 5 transportando o Odysseus decolou do Complexo de Lançamento 39A do Centro Espacial Kennedy às 06h05 UTC de 15 de fevereiro de 2024. Originalmente planejado para ser lançada em 13 de fevereiro, a SpaceX adiou o lançamento após relatar um problema técnico com o propelente carregado no módulo de pouso.
O IM planejou até três manobras de ajuste de trajetória durante a fase translunar da missão. A primeira foi concluída em 18 de fevereiro, e após a segunda manobra em 20 de fevereiro, não houve necessidade de uma terceira.
Em 20 de fevereiro, o IM informou que Ulisses havia completado aproximadamente 72% de sua jornada até a superfície da Lua.
Depois de realizar testes de pré-alarme, o Odysseus iniciou sua sequência de pouso em 22 de fevereiro às 23h11 UTC, e pousou perto de Malapert A – uma área da Lua que contém gelo – às 23h23 UTC. Os controladores confirmaram que estavam recebendo comunicações fracas do módulo de pouso. Duas horas depois, eles confirmaram que estava em pé. O pouso teve como alvo a cratera Malapert-A, a cerca de 300 km do polo sul lunar. O Odysseus se tornou a primeira nave espacial americana pousando na Lua desde a missão Apollo 17, em 1972, o primeiro pousador lunar comercial bem-sucedido e o primeiro a fazê-lo com propelentes criogênicos.
Na manhã de 23 de fevereiro, a IM deu uma "atualização do primeiro dia da superfície lunar". A atualização informou que o módulo de pouso IM-1 Odysseus ainda estava "vivo e bem" e que a IM continuava a aprender mais sobre as informações específicas do veículo. A IM realizou uma conferência de imprensa às 22h UTC. Na conferência de imprensa, o CEO da Intuitive Machines, Steve Altemus, afirmou que o módulo lunar provavelmente tombou.